# Xucbala
Xucbala är en ort i Azerbajdzjan.   Den ligger i distriktet Quba Rayonu, i den nordöstra delen av landet, 170 km nordväst om huvudstaden Baku. Xucbala ligger 638 meter över havet och antalet invånare är 1 094.
Terrängen runt Xucbala är kuperad västerut, men österut är den platt. Runt Xucbala är det ganska glesbefolkat, med 48 invånare per kvadratkilometer.. Närmaste större samhälle är Qusar, 3,3 km väster om Xucbala. 
Trakten runt Xucbala består till största delen av jordbruksmark.